# Освобождение Хорремшехра
Освобождение Хорремшехра — эпизод ирако-иранской войны (30 апреля — 24 мая 1982), в ходе которого иранским войскам удалось освободить захваченный портовый город Хорремшехр и выбить иракские войска с территории Хузестана. 24 мая отмечается в Иране как День освобождения Хорремшехра.

## Битва за Хорремшехр
Город Хорремшехр расположен на юго-западе Ирана в провинции Хузестан, на левом берегу Арвандруда (Шатт-эль-Араб), по руслу которого проходит граница между Ираном и Ираком. В черте города единственная судоходная река в Иране — Карун — впадает в Арвандруд, деля таким образом город на две части. Хорремшехр был захвачен иракскими войсками 26 октября 1980.
Освобождение Хорремшехра было ключевым звеном иранской операции «Бейт аль-Могаддас» («Иерусалим») по освобождению Хузестана.
24 апреля 70 тысяч бойцов Стражей Исламской революции атаковали иракские войска по всему участку фронта в провинции Хузестан и через несколько дней вышли к окрестностям Хорремшехра. В результате серии успешных наступлений 30 апреля — 12 мая иранцы заблокировали все иракские войска на территории города. 20 мая иракцы предприняли неудачную попытку контрнаступления. Утром 22 мая начался штурм Хорремшехра, который закончился разгромом иракских войск, и к 24 мая город был полностью освобожден.

## Последствия
В ходе двухдневного штурма Хорремшехра иранцы захватили в плен около 19 тысяч иракских солдат. Более 2 тысяч из них были казнены в отместку за преступления иракских солдат на оккупированных территориях. Таким образом, 24 мая отмечается в Ираке как День мучеников.